# بوشيني حمضي
بوشيني حمضي (الاسم العلمي: Puccinia acetosa) هو نوع من الفطريات يتبع جنس البوشيني من فصيلة البوشينية.